# Asti spumante
O Spumanti d’Asti é um vinho espumante produzido na comuna de Asti no Piemonte, Itália. A denominação de origem controlada foi  delimitada oficialmente em 1932.
Asti é um pequena cidade, sede de uma província da região do Piemonte, no noroeste da Itália. Curioso que um dos Asti mais famosos no Brasil é feito em Alba e não em Asti,  onde se inventou o processo de fabricação. A vinícola Fontanafredda, na região, é mais conceituada pelo seu Barollo do que pelo Asti.

## Características
É muito aromático, meio-doce e com baixa graduação alcoólica (6 a 7%). Ele se diferencia dos demais espumantes pelo fato da segunda fermentação não ser feita com o vinho pronto, mas apenas com o mosto no início do processo da primeira fermentação, que é interrompida por processo de resfriamento. Isso imprime ao Asti um sabor doce, único que lembra damasco, almíscar e o suco da uva Moscato, originária do sudeste do Piemonte da qual é feito. Os espumates Asti, na sua maioria, não são safrados.
Destaque para os fabricados em Canelli, como o Gancia, o mais antigo, inventor do processo Asti e para o Contratto, considerado o melhor Asti Espumante.
Deve ser servido gelado entre 3 e 4 graus e deve ser consumido jovem.